# Renault Voiturette
Renault Voiturette a fost primul automobil produs între anii 1898 - 1903. de compania franceză de automobile Renault. Primul model Voiturette dispunea de un motopropulsor produs de compania De Dion-Bouton și mai era echipat cu anvelope produse de compania Continental, firmă care încă mai furnizează anvelope pentru unele modele Renault.

## Voiturette Type A
Prima variantă a modelului Voiturette a fost proiectată de Louis Renault în anul 1898. Pe 24 decembrie 1898, Louis testeză automobilul pe Strada Lepic, după care modelul a fost vândut unui prieten de familie. În aceeași zi au mai fost vândute încă 12 modele. Motivarea cumpăratorilor a constat în buna manevrabilitate și consumul scăzut de combustibil. Modelul era dotat cu un motor cu un cilindru produs de De Dion-Bouton și putea atinge o viteză maximă de 32 km/h.

## Voiturette Type B și C

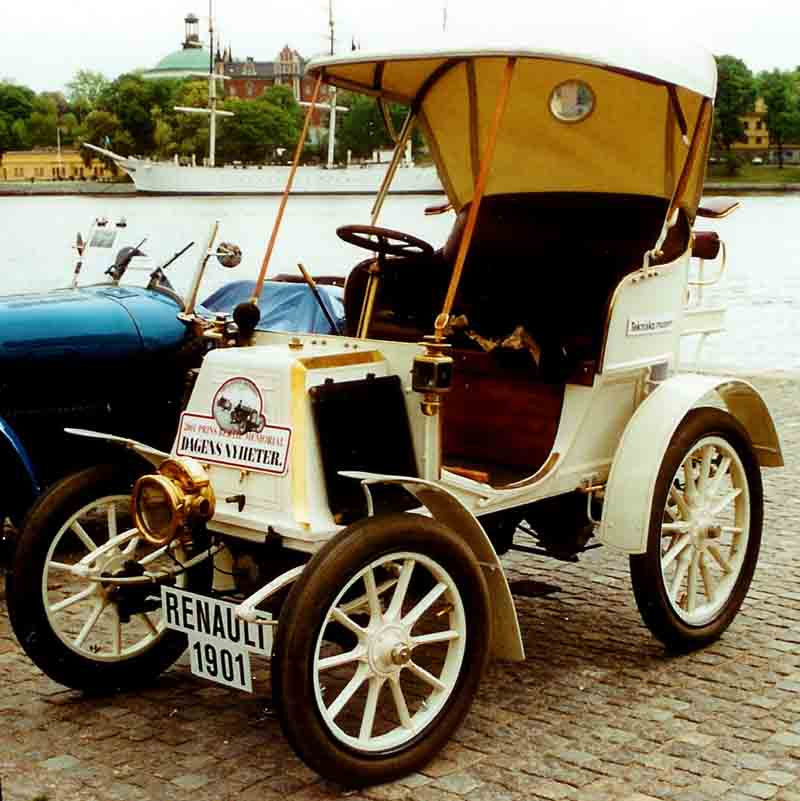
Renault Voiturette 1901

A doua variantă avea acum acoperiș și două uși. Astfel în 1899, Louis Renault inventează primul sedan din lume.
A treia variantă a fost lansată în 1900 și avea patru locuri. Modelul a fost prezentat la Salonul Auto de la Paris.